# Arnobius
Arnobius ze Sikky (? -asi 330) byl křesťanský spisovatel berberského původu, zřejmě z Numibie (dnešní Tunisko). Působil v éře Diokleciánova pronásledování křesťanů (284-305). Jediným zdrojem informací o jeho životě jsou poznámky svatého Jeronýma. Podle něj byl Arnobius před svou konverzí ke křesťanství významným rétorem v Sicca Veneria (dnešní El Kef). Ke konverzi se prý rozhodl díky nočnímu snu. Aby překonal pochyby místního biskupa (Sicca byla již tehdy významným křesťanským centrem) o autenticitě svého křesťanského přesvědčení, napsal (asi roku 303) sedmidílné, latinsky psané, apologetické dílo, které svatý Jeroným nazýval Adversus Gentes, ale které je známější jako Adversus Nationes (Proti pohanství), neboť tento název nesl jediný rukopis z 9. století, který se zachoval, v Paříži. Dílo je pokusem vyvrátit pohanské argumenty, proč bylo Diokleciánovo pronásledování oprávněné ("křesťané přinesli hněv bohů na Řím"). Zajímavostí je, že Arnobius v knize popírá nesmrtelnost duše, a že takovou myšlenku označuje za nebezpečnou, což dokazuje, že počátky křesťanství se nevyznačovaly teologickou jednotou. Paradoxem rovněž je, že jeho kniha je dnes cenná především popisem pohanských rituálů a přesvědčení té doby, byť se jim autor vysmívá (často přitom čerpal z Kléménse Alexandrijského). Z textu je zřejmé, že neměl znalost Starého zákona, ale naopak dobře znal některé autory antické (Platón, Cornelius Labeo). Jeroným uváděl, že Arnobiovým žákem byl Lactantius.